# Wings of War
Wings of War je česká počítačová hra z roku 2004. Vyvinula ji studia Silver Wish Games a Illusion Softworks. Jde o letecký simulátor z prostředí první světové války. Hra je pojata arkádově a tudíž jsou porušovány fyzikální zákony a je možné sbírat různá vylepšení. V kampaní se hráč ujme role britského pilota B. A. Whitlerse bojujícího ve třinácti různých misích proti německému letectvu. Hra obsahuje také mód Instant Action, v němž si je možno zabojovat proti počítačem ovládaným soupeřům, a multiplayer. Hra využívá engine LS3D.